# Municipio de Hennepin
El municipio de Hennepin (en inglés: Hennepin Township) es un municipio ubicado en el condado de Putnam en el estado estadounidense de Illinois. En el año 2010 tenía una población de 1261 habitantes y una densidad poblacional de 11,26 personas por km².

## Geografía
El municipio de Hennepin se encuentra ubicado en las coordenadas 41°12′59″N 89°18′15″O / 41.21639, -89.30417. Según la Oficina del Censo de los Estados Unidos, el municipio tiene una superficie total de 111.98 km², de la cual 107,1 km² corresponden a tierra firme y (4,36 %) 4,88 km² es agua.

## Demografía
Según el censo de 2010, había 1261 personas residiendo en el municipio de Hennepin. La densidad de población era de 11,26 hab./km². De los 1261 habitantes, el municipio de Hennepin estaba compuesto por el 97,94 % blancos, el 0,16 % eran afroamericanos, el 0,32 % eran asiáticos, el 0,56 % eran de otras razas y el 1,03 % eran de una mezcla de razas. Del total de la población el 4,2 % eran hispanos o latinos de cualquier raza.